# Новомалыклинское сельское поселение
Новомалы́клинское се́льское поселе́ние — муниципальное образование в составе Новомалыклинского района Ульяновской области.
Административный центр — село Новая Малыкла. Образовано объединением Новомалыклинского, Станционно-Якушкинского и Эчкаюнского сельсоветов.

## Население
| 2010  | 2012  | 2013  | 2014  | 2015  | 2016  | 2017  |
| ----- | ----- | ----- | ----- | ----- | ----- | ----- |
| 5104  | ↘5081 | ↘5022 | ↘4995 | ↘4880 | ↘4876 | ↗4883 |
| 2018  | 2019  | 2020  | 2021  |       |       |       |
| ↘4836 | ↘4735 | ↘4609 | ↘4393 |       |       |       |

Мордва, русские, татары.

## Состав сельского поселения
В состав поселения входят 11 населённых пунктов: 4 села, 6 посёлков и 1 разъезд.
| №  | Населённый пункт  | Тип населённого пункта       | Население | Примечание      |
| -- | ----------------- | ---------------------------- | --------- | --------------- |
| 1  | Новая Малыкла     | село, административный центр | ↘3273     | русские, мордва |
| 2  | Старая Куликовка  | село                         | ↘243      | мордва, русские |
| 3  | Станция Якушка    | посёлок                      | 690       | мордва, русские |
| 4  | Александровка     | село                         | ↘511      | мордва          |
| 5  | Эчкаюн            | село                         | 188       | татары          |
| 6  | Амировка          | посёлок                      | 84        | татары          |
| 7  | Амировка          | разъезд                      | 0         | татары          |
| 8  | Баткак            | посёлок                      | 27        | татары          |
| 9  | Гимрановка        | посёлок                      | 23        | татары          |
| 10 | Нижняя Тюгальбуга | посёлок                      | 4         | татары          |
| 11 | Новый Сантимир    | посёлок                      | ↘61       | татары          |